# Chatsworth, Illinois
Chatsworth är en ort i Livingston County i delstaten Illinois, USA.